# Winnetou (1878)
Winnetou ist eine Reiseerinnerung und eine frühe Erzählung von Karl May.

## Textgeschichte
Erstmals erschien der Text Oktober 1878 in den Heften 40 und 41 des 17. Jahrganges in der Zeitschrift Omnibus. Einen Monat später erfolgte bereits ein Raubdruck im Sonntagsblatt des Cincinnati Volksblatt.
Eine weitere Veröffentlichung folgte 1890 in der Zeitschrift D´r Meiselocker.
Die Erstveröffentlichung wurde im Neusatz im Jahrbuch der Karl-May-Gesellschaft 1980 wiedergegeben.
1982 gaben Walter Hansen und Siegfried Augustin den Karl-May-Sammelband Winnetou und der schwarze Hirsch im Albrecht-Knaus-Verlag heraus. Darin ist die Erzählung in bearbeiteter Form enthalten. Bald folgte eine Lizenzausgabe des Bandes für den Bertelsmann Lesering (1982) und eine Taschenbuchausgabe bei Heyne (1984).
Die Wiedergabe des Erstdrucks erschien 1985 in Der Krumir, einem Reprintband der Karl-May-Gesellschaft.
1996 erschien in der von Hansen und Augustin besorgten Karl-May-Ausgabe des Verlag Nymphenburger, in der so genannten Roten Reihe, der Sammelband Tödliches Feuer, der die gleichen Geschichten enthält wie Winnetou und der schwarze Hirsch.
Im Rahmen der Gesammelten Werke findet sich der Text seit 1998 in Band 80 Auf der See gefangen wieder.
2007 erschien eine bearbeitete Fassung der Geschichte im Sonderband zu den Gesammelten Werken An der Quelle des Löwen unter dem Titel Ein Kind, ein Tiger und die Alligatoren.

## Inhalt
Der Ich-Erzähler trifft auf einem Mississippi-Dampfer erstmals auf den Apachen Winnetou, der auf dem Dampfer ein Kind vor einem Tiger eines Passagiers rettet. Daraufhin wird er von zwei anderen Indianern abgeholt.

## Sonstiges
- Mays Erzählung Inn-nu-woh, der Indianerhäuptling von 1875 war die Grundlage dieses Textes.

- Es handelt sich bei dieser Erzählung nicht um einen Vorläufer der später erschienenen Winnetou-Trilogie.
- Die Hauptmotive der Erzählung wurden später von May für den Anfang der Jugenderzählung Der Schatz im Silbersee verwendet. Hier ist es Nintropan-homosch, der Ellen Butler rettet.